# Лян Хуэйлин
Лян Хуэйлин (кит. 梁惠玲, род. август 1962, Ичэн, Хубэй) — китайский государственный и политический деятель, председатель Всекитайской федерации снабженческих и сбытовых кооперативов с июля 2021 года, замсекретаря парткома КПК провинции Хэйлунцзян с 7 декабря 2022 года, губернатор провинции с 9 декабря 2022 года.
Ранее секретарь партотделения КПК Общества Красного Креста Китая (2018—2021), глава комиссии КПК по проверке дисциплины провинции Хэбэй (2016—2018), заведующий хубэйским Отделом Единого фронта (2015—2016), секретарь горкома КПК Эчжоу (2011—2013), мэр города Сяогань (2006—2008). Член Центральной комиссии КПК про проверке дисциплины 19-го созыва.
Член Центрального комитета Компартии Китая 20-го созыва.

## Биография
Родилась в августе 1962 года в уезде Ичэн, провинция Хубэй.
После возобновления всекитайских государственных вступительных экзаменов в 1979 году поступила в Педагогический университет Центрального Китая по специальности «китайский язык и китайская литература». После окончания вуза проработала пять месяцев преподавателем в средней школе № 5 города Сянфань.
В октябре 1985 года вступила в Коммунистическую партию Китая. В декабре 1984 года — замсекретаря Сянфаньского комитета Коммнистического союза молодёжи Китая (КСМК), в июне 1994 года возглавила этот комитет. В феврале 1995 года назначена заместителем секретаря парткома КПК уезда Гучэн и работала на этом посту до июня 1997 года.
С 1997 года занимала несколько должностей в Сяогане, в том числе посты вице-мэра (1998—2000), заведующего Орготделом горкома КПК (2000—2003), заместителя секретаря горкома КПК (2003—2008), исполняющей обязанности мэра (2006) и мэра города (2006—2008).
В июле 2008 года назначена секретарем партийного отделения КПК и председателем хубэйского подразделения Всекитайской федерации женщин.
С августа 2011 по январь 2013 гг. — секретарь горкома КПК Эчжоу, после чего — вице-губернатор провинции Хубэй. В апреле 2015 года назначена заведующим Отделом Единого фронта провинции, председателем хубэйского отделения Всекитайской федерации профсоюзов и членом Постоянного комитета парткома КПК провинции Хубэй.
В декабре 2016 года переведена в провинцию Хэбэй, где возглавила провинциальную Комиссию по проверке дисциплины и вошла в Постоянный комитет парткома КПК. Одновременно с января 2018 года являлась начальником хэбэйского подразделения Государственной надзорной комиссии КНР.
С октября 2018 по июнь 2021 гг. — секретарь партотделения КПК Общества Красного Креста Китая и первый вице-президент ОККК по совместительству. С июня 2021 года — председатель Всекитайской федерации снабженческих и сбытовых кооперативов.
7 декабря 2022 года решением Центрального Комитета Компартии Китая назначена первым по перечислению заместителем секретаря парткома КПК провинции Хэйлунцзян — должность, которую совмещает губернатор провинции. 9 декабря того же года на 38-й сессии Постоянного комитета Собрания народных представителей провинции назначена заместителем губернатора и временно исполняющим обязанности губернатора Хэйлунцзяна. 16 января 2023 года утверждена в должности губернатора на 1-м пленуме Собрания народных представителей провинции 14-го созыва.